# You in Reverse
You in Reverse è il sesto album in studio del gruppo indie rock statunitense Built to Spill, pubblicato nel 2006.

## Tracce
1. Goin' Against Your Mind – 8:41
2. Traces – 4:43
3. Liar – 5:11
4. Saturday – 2:25
5. Wherever You Go – 6:10
6. Conventional Wisdom – 6:22
7. Gone – 5:41
8. Mess with Time – 5:43
9. Just a Habit – 4:27
10. The Wait – 5:00

## Formazione
- Doug Martsch - chitarra, voce, tastiera, percussioni
- Brett Nelson - chitarra, basso
- Scott Plouf - batteria, percussioni
- Jim Roth - chitarra